# Dirck van Baburen

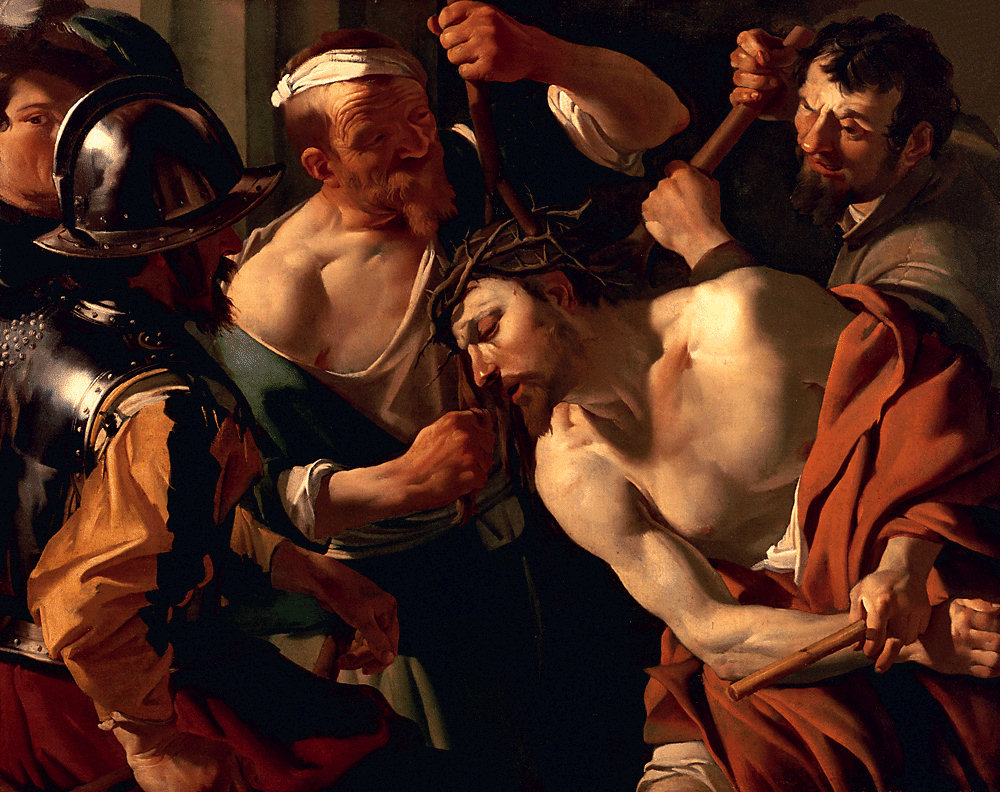
”Törnekröningen”, 1623, Catharijneconvent, Utrecht

Dirck van Baburen, född 1595 i Wijk bij Duurstede, död 21 februari 1624 i Utrecht, var en nederländsk barockmålare.

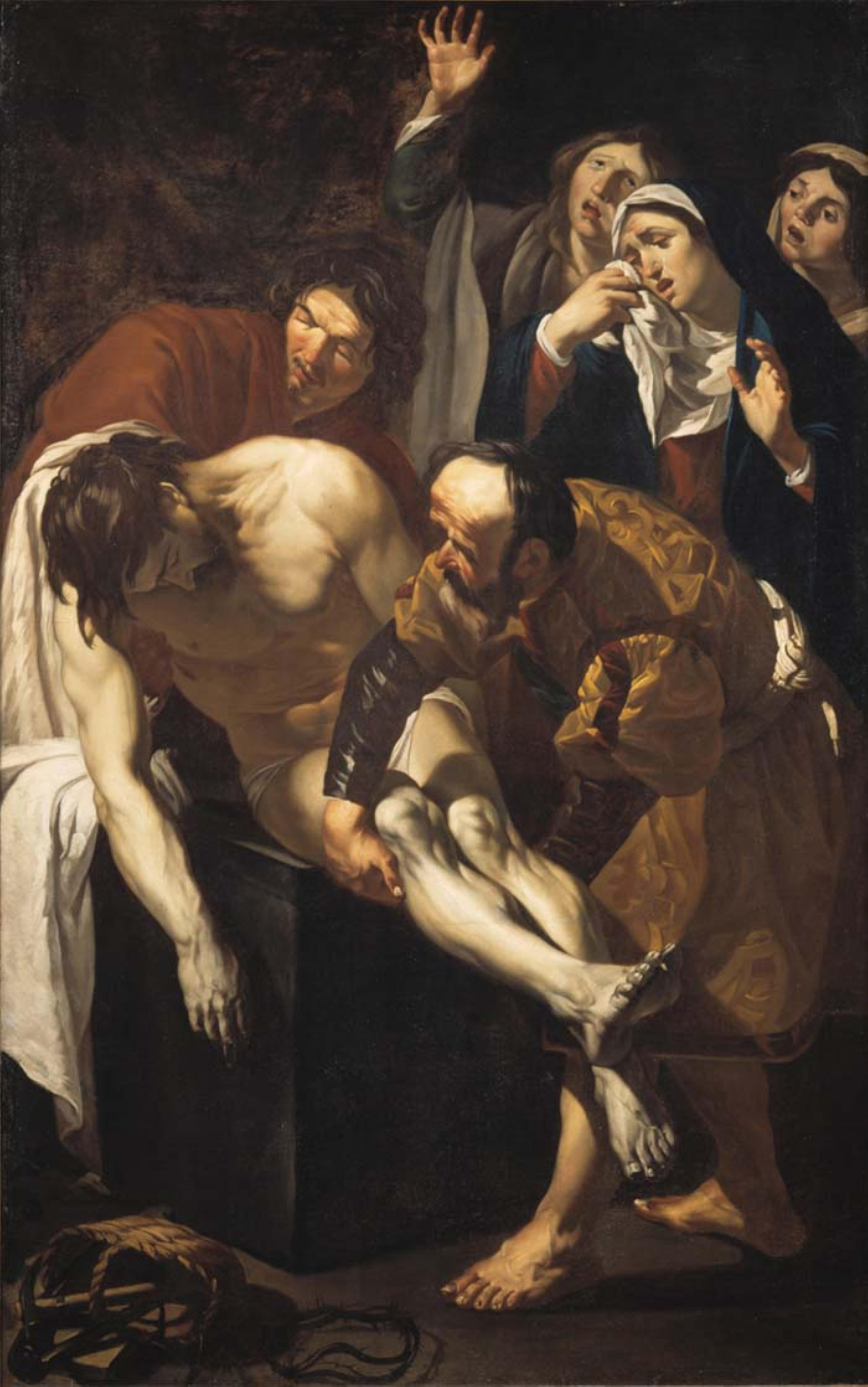
”Kristi gravläggning”, 1617), San Pietro in Montorio, Rom

Dirck van Baburen, som var en av de mest framstående medlemmarna av Utrechtskolan, var en kort tid verksam i Rom, där han samarbetade med sin landsman David de Haen. Baburen påverkades av Carlo Saraceni och dennes lärare Caravaggios chiaroscuromåleri. Detta märks bland annat i målningen Kristi gravläggning i Cappella della Pietà i kyrkan San Pietro in Montorio. 
Dirck van Buberen var bland de första att introducera chiaroscurotekniken i Nederländerna, där den kom att gå under benämningen tenebroso.